# Rouzbeh Cheshmi
Rouzbeh Cheshmi (in persiano روزبه چشمی‎; Teheran, 24 luglio 1993) è un calciatore iraniano, difensore dell'Esteghlal e della nazionale iraniana.

## Caratteristiche tecniche
È un difensore centrale che può giocare anche da mediano davanti alla difesa.

## Carriera

### Nazionale
È stato incluso nella lista dei convocati per il Campionato mondiale di calcio 2018.

## Statistiche

### Presenze e reti nei club
Statistiche aggiornate all'8 maggio 2020.
| Stagione         | Squadra          | Campionato       | Campionato | Campionato | Coppe nazionali | Coppe nazionali | Coppe nazionali | Coppe continentali | Coppe continentali | Coppe continentali | Altre coppe | Altre coppe | Altre coppe | Totale | Totale |
| Stagione         | Squadra          | Comp             | Pres       | Reti       | Comp            | Pres            | Reti            | Comp               | Pres               | Reti               | Comp        | Pres        | Reti        | Pres   | Reti   |
| ---------------- | ---------------- | ---------------- | ---------- | ---------- | --------------- | --------------- | --------------- | ------------------ | ------------------ | ------------------ | ----------- | ----------- | ----------- | ------ | ------ |
| 2013-2014        | Saba Qom         | IPL              | 25         | 0          | CI              | 0               | 0               | -                  | -                  | -                  | -           | -           | -           | 25     | 0      |
| 2014-2015        | Saba Qom         | IPL              | 24         | 0          | CI              | 1               | 0               | -                  | -                  | -                  | -           | -           | -           | 25     | 0      |
| Totale Saba Qom  | Totale Saba Qom  | Totale Saba Qom  | 49         | 0          |                 | 1               | 0               |                    | -                  | -                  |             | -           | -           | 50     | 0      |
| 2015-2016        | Esteghlal        | IPL              | 22         | 0          | CI              | 4               | 0               | -                  | -                  | -                  | -           | -           | -           | 26     | 0      |
| 2016-2017        | Esteghlal        | IPL              | -          | -          | CI              | -               | -               | AFC                | -                  | -                  | -           | -           | -           | 0      | 0      |
| 2017-2018        | Esteghlal        | IPL              | 26         | 3          | CI              | 5               | 0               | AFC                | 9                  | 0                  | -           | -           | -           | 40     | 3      |
| 2018-2019        | Esteghlal        | IPL              | 19         | 0          | CI              | 2               | 0               | AFC                | 4                  | 1                  | -           | -           | -           | 25     | 1      |
| 2019-2020        | Esteghlal        | IPL              | 13         | 0          | CI              | 0               | 0               | AFC                | 2+1                | 0                  | -           | -           | -           | 16     | 0      |
| Totale Esteghlal | Totale Esteghlal | Totale Esteghlal | 80         | 3          |                 | 11              | 0               |                    | 16                 | 1                  |             | -           | -           | 107    | 4      |
| Totale carriera  | Totale carriera  | Totale carriera  | 129        | 3          |                 | 12              | 0               |                    | 16                 | 1                  |             | -           | -           | 157    | 4      |

### Cronologia presenze e reti in nazionale
| Cronologia completa delle presenze e delle reti in nazionale ― Iran | Cronologia completa delle presenze e delle reti in nazionale ― Iran | Cronologia completa delle presenze e delle reti in nazionale ― Iran | Cronologia completa delle presenze e delle reti in nazionale ― Iran | Cronologia completa delle presenze e delle reti in nazionale ― Iran | Cronologia completa delle presenze e delle reti in nazionale ― Iran | Cronologia completa delle presenze e delle reti in nazionale ― Iran | Cronologia completa delle presenze e delle reti in nazionale ― Iran |
| Data                                                                | Città                                                               | In casa                                                             | Risultato                                                           | Ospiti                                                              | Competizione                                                        | Reti                                                                | Note                                                                |
| ------------------------------------------------------------------- | ------------------------------------------------------------------- | ------------------------------------------------------------------- | ------------------------------------------------------------------- | ------------------------------------------------------------------- | ------------------------------------------------------------------- | ------------------------------------------------------------------- | ------------------------------------------------------------------- |
| 31-8-2017                                                           | Seul                                                                | Corea del Sud                                                       | 0 – 0                                                               | Iran                                                                | Qual. Mondiali 2018                                                 | -                                                                   | 76’                                                                 |
| 5-9-2017                                                            | Teheran                                                             | Iran                                                                | 2 – 2                                                               | Siria                                                               | Qual. Mondiali 2018                                                 | -                                                                   | 46’                                                                 |
| 5-10-2017                                                           | Teheran                                                             | Iran                                                                | 2 – 0                                                               | Togo                                                                | Amichevole                                                          | -                                                                   |                                                                     |
| 10-10-2017                                                          | Kazan'                                                              | Russia                                                              | 1 – 1                                                               | Iran                                                                | Amichevole                                                          | -                                                                   | 80’                                                                 |
| 9-11-2017                                                           | Graz                                                                | Iran                                                                | 2 – 1                                                               | Panama                                                              | Amichevole                                                          | -                                                                   |                                                                     |
| 17-3-2018                                                           | Teheran                                                             | Iran                                                                | 4 – 0                                                               | Sierra Leone                                                        | Amichevole                                                          | -                                                                   | 60’                                                                 |
| 23-3-2018                                                           | Radès                                                               | Tunisia                                                             | 1 – 0                                                               | Iran                                                                | Amichevole                                                          | -                                                                   |                                                                     |
| 19-5-2018                                                           | Teheran                                                             | Iran                                                                | 1 – 0                                                               | Uzbekistan                                                          | Amichevole                                                          | 1                                                                   | 46’                                                                 |
| 28-5-2018                                                           | Istanbul                                                            | Turchia                                                             | 2 – 1                                                               | Iran                                                                | Amichevole                                                          | -                                                                   | 72’                                                                 |
| 8-6-2018                                                            | Mosca                                                               | Iran                                                                | 1 – 0                                                               | Lituania                                                            | Amichevole                                                          | -                                                                   |                                                                     |
| 15-6-2018                                                           | San Pietroburgo                                                     | Marocco                                                             | 0 – 1                                                               | Iran                                                                | Mondiali 2018 - 1º turno                                            | -                                                                   |                                                                     |
| 16-10-2018                                                          | Teheran                                                             | Iran                                                                | 2 – 1                                                               | Bolivia                                                             | Amichevole                                                          | -                                                                   |                                                                     |
| 15-11-2018                                                          | Teheran                                                             | Iran                                                                | 1 – 0                                                               | Trinidad e Tobago                                                   | Amichevole                                                          | -                                                                   |                                                                     |
| 24-12-2018                                                          | Doha                                                                | Iran                                                                | 1 – 1                                                               | Palestina                                                           | Amichevole                                                          | -                                                                   | 56’ 70’                                                             |
| 31-12-2018                                                          | Doha                                                                | Qatar                                                               | 1 – 2                                                               | Iran                                                                | Amichevole                                                          | -                                                                   | 67’                                                                 |
| 16-1-2019                                                           | Dubai                                                               | Iran                                                                | 0 – 0                                                               | Iraq                                                                | Coppa d'Asia 2019 - 1º turno                                        | -                                                                   | 80’                                                                 |
| 20-1-2019                                                           | Abu Dhabi                                                           | Iran                                                                | 2 – 0                                                               | Oman                                                                | Coppa d'Asia 2019 - Ottavi di finale                                | -                                                                   | 69’                                                                 |
| 24-1-2019                                                           | Abu Dhabi                                                           | Cina                                                                | 0 – 3                                                               | Iran                                                                | Coppa d'Asia 2019 - Quarti di finale                                | -                                                                   | 76’                                                                 |
| 10-11-2022                                                          | Tehran                                                              | Iran                                                                | 1 – 0                                                               | Nicaragua                                                           | Amichevole                                                          | -                                                                   |                                                                     |
| 21-11-2022                                                          | Al Rayyan                                                           | Inghilterra                                                         | 6 – 2                                                               | Iran                                                                | Mondiali 2022 - 1º turno                                            | -                                                                   | 46’                                                                 |
| 25-11-2022                                                          | Al Rayyan                                                           | Galles                                                              | 0 – 2                                                               | Iran                                                                | Mondiali 2022 - 1º turno                                            | 1                                                                   | 77’                                                                 |
| 23-3-2023                                                           | Tehran                                                              | Iran                                                                | 1 – 1                                                               | Russia                                                              | Amichevole                                                          | -                                                                   | 79’                                                                 |
| 28-3-2023                                                           | Tehran                                                              | Iran                                                                | 2 – 1                                                               | Kenya                                                               | Amichevole                                                          | -                                                                   | 56’                                                                 |
| 16-6-2023                                                           | Biškek                                                              | Kirghizistan                                                        | 1 – 5                                                               | Iran                                                                | CAFA Nations Cup 2023 - 1º turno                                    | -                                                                   | 24’ 74’                                                             |
| 20-6-2023                                                           | Tashkent                                                            | Uzbekistan                                                          | 0 – 1                                                               | Iran                                                                | CAFA Nations Cup 2023 - Finale                                      | -                                                                   |                                                                     |
| 7-9-2023                                                            | Plovdiv                                                             | Bulgaria                                                            | 0 – 1                                                               | Iran                                                                | Amichevole                                                          | -                                                                   | 83’                                                                 |
| 12-9-2023                                                           | Teheran                                                             | Iran                                                                | 4 – 0                                                               | Angola                                                              | Amichevole                                                          | -                                                                   |                                                                     |
| 13-10-2023                                                          | Amman                                                               | Giordania                                                           | 1 – 3                                                               | Iran                                                                | Amichevole                                                          | -                                                                   | 46’                                                                 |
| 21-11-2023                                                          | Tashkent                                                            | Uzbekistan                                                          | 2 – 2                                                               | Iran                                                                | Qual. Mondiali 2026                                                 | -                                                                   | 75’                                                                 |
| 5-1-2024                                                            | Kish Island                                                         | Iran                                                                | 2 – 1                                                               | Burkina Faso                                                        | Amichevole                                                          | -                                                                   | 46’                                                                 |
| 9-1-2024                                                            | Al Rayyan                                                           | Iran                                                                | 5 – 0                                                               | Indonesia                                                           | Amichevole                                                          | 1                                                                   | 46’                                                                 |
| 19-1-2024                                                           | Al Rayyan                                                           | Hong Kong                                                           | 0 – 1                                                               | Iran                                                                | Coppa d'Asia 2023 - 1º turno                                        | -                                                                   |                                                                     |
| 31-1-2024                                                           | Doha                                                                | Iran                                                                | 1 – 1 dts (5 – 3 dtr)                                               | Siria                                                               | Coppa d'Asia 2023 - 1º turno                                        | -                                                                   |                                                                     |
| 3-2-2024                                                            | Al Rayyan                                                           | Iran                                                                | 2 – 1                                                               | Giappone                                                            | Coppa d'Asia 2023 - 1º turno                                        | -                                                                   | 90+8’                                                               |
| 19-11-2024                                                          | Biškek                                                              | Kirghizistan                                                        | 2 – 3                                                               | Iran                                                                | Qual. Mondiali 2026                                                 | -                                                                   | 63’                                                                 |
| 20-3-2025                                                           | Tehran                                                              | Iran                                                                | 2 – 0                                                               | Emirati Arabi Uniti                                                 | Qual. Mondiali 2026                                                 | -                                                                   |                                                                     |
| 5-6-2025                                                            | Doha                                                                | Qatar                                                               | 1 – 0                                                               | Iran                                                                | Qual. Mondiali 2026                                                 | -                                                                   | 46’                                                                 |
| Totale                                                              |                                                                     | Presenze                                                            | 37                                                                  |                                                                     | Reti                                                                | 3                                                                   |                                                                     |

## Palmarès

### Club

#### Competizioni nazionali
- Campionato iraniano: 1

Esteghlal: 2021-2022
- Coppa d'Iran: 2

Esteghlal: 2017-2018, 2024-2025
- Supercoppa d'Iran: 1

Esteghlal: 2022